# 小行星3514
小行星3514（3514 Hooke）是一颗围绕太阳公转的小行星。1971年10月26日，盧波什·科胡特克在汉堡发现了此天体。
这颗小行星的绝对星等为342.1642592046904等。